# Anna Sochańska
Anna Jolanta Sochańska – polska urzędniczka i dyplomatka; ambasador RP w Irlandii (2019–2023).

## Życiorys
Jest absolwentką Instytutu Profilaktyki Społecznej i Resocjalizacji Uniwersytetu Warszawskiego, studiów podyplomowych w Centrum Europejskim UW (1992) oraz Kolegium Europejskiego w Brugii (1993–1994).
Od 1991 do 1994 pracowała w Ministerstwie Zdrowia i Opieki Społecznej, następnie zaś w Urzędzie Rady Ministrów (1994–1995). W 1995 rozpoczęła pracę w Ministerstwie Spraw Zagranicznych, specjalizując się w kwestiach związanych z integracją europejską, szczególnie problematyką rozszerzenia Unii Europejskiej. Do 1998 w Departamencie Informacji Europejskiej, a w latach 1998–2001 w Departamencie Unii Europejskiej. Od 2001 na stanowisku radcy ds. politycznych w Ambasadzie RP w Londynie. W 2006 powróciła do Departamentu Unii Europejskiej. Od 2010 w Departamencie Polityki Europejskiej. Pełniła tam funkcję zastępcy dyrektora, a od 2018 do 2019 dyrektora. 27 sierpnia 2019 otrzymała nominację na ambasadora RP w Irlandii. Kadencję zakończyła 25 sierpnia 2023. W grudniu 2023 została zastępczynią dyrektora, a 26 lutego 2024 dyrektorką Departamentu Współpracy z Polonią i Polakami za Granicą MSZ.
W 2014 „za zasługi w służbie zagranicznej i współpracy międzynarodowej” została odznaczona Złotym Krzyżem Zasługi.